# Lettonia ai XX Giochi olimpici invernali
La Lettonia partecipò ai XX Giochi olimpici invernali, svoltisi a Torino, Italia, dall'11 al 19 febbraio 2006, con una delegazione di 57 atleti impegnati in otto discipline.